# Átila Barreira do Amaral
Átila Barreira do Amaral (Fortaleza, 15 de dezembro de 1886 — Salvador, 3 de agosto de 1951) foi um político brasileiro. Exerceu o mandato de deputado federal constituinte pela Bahia em 1934.